# 齊藤陽介
齊藤 陽介（さいとう ようすけ、1970年8月25日  - ）は、日本のゲームプロデューサー。スクウェア・エニックス社の執行役員兼経営会議構成員（2025年時点）。

## 概要
横浜市戸塚区出身。小学5年の頃に中区に転居した後、神奈川大学附属高等学校、神奈川大学経済学部経済学科を経てエニックス入社。大学時代は中小企業論を専攻していた。エニックス入社後、グッズ関連の制作部署から本多圭司に声をかけられてゲーム制作部門に転属。実写アドベンチャーゲームなどのプロデューサーを務める。
スクウェア・エニックス発足時には執行役員第10開発事業部部長に就任し、『スターオーシャンシリーズ』『ヴァルキリープロファイルシリーズ』『鋼の錬金術師』などのエグゼクティブプロデューサーを務める。また、モバイル事業部長も兼任し、フィーチャーフォン向けに『ドラゴンクエスト』『ファイナルファンタジー』シリーズの移植を展開する。2015年4月1日から執行役員制度が導入されることになり、執行役員に就任した。
2018年3月1日、スクウェア・エニックスは、4月1日付で齊藤を含む既存の執行役員8名を取締役に選任することを発表。執行役員と兼務し、取締役兼執行役員となった。
2025年4月1日、スクウェア・エニックス取締役退任。執行役員兼経営会議構成員就任。

## 人物
両親は共に銀行員。幼少期は病弱で、そのために中学までは水泳を嗜んでいた。高校時代は水球部に所属していた。玩具業界への就職を考えていていくつか内定はもらえたのだが、本命のバンダイは落とされてしまい、財務状態がよいエニックスに行くことを決めたのだという。

## オンラインゲームとの関わり
オンラインゲームではクロスゲートのほか、『ドラゴンクエストX 目覚めし五つの種族 オンライン』のプロデューサーを兼任。
『ドラゴンクエストX』のプロデューサーとして露出する際は、ゲーム内のキャラクターネームから「よーすぴ」、また広報番組『ドラゴンクエストX TV』に予定外であっても欠かさず出演していたので、いつしか「出たがりおじさん」の愛称で呼ばれようになった。その『ドラゴンクエストX』であるが、48歳の誕生日でもあった2018年8月25日、上長の立場から世代交代やスタッフのキャリアパスを考慮してプロデューサーを勇退すること、後任にテクニカルディレクターを務めていた青山公士を指名したことを発表した。

## 関わった作品
- 熱血大陸バーニングヒーローズ（1995年）[6]
- ミスティックアーク（1995年）[6]
- アストロノーカ（1998年）[13]
- ユーラシアエクスプレス殺人事件（1998年）[14]
- ØSTORY（2000年）[14]
- MaildeQuest〜虹色の夜〜[13]
- ザ・フィアー（2001年）[14]
- クロスゲート（2001年）[10]
- クロストレジャーズ（2009年）
- ニーアシリーズ
  - ニーア ゲシュタルト/レプリカント（2010年）[15]
  - ニーア オートマタ（2017年）[15]
  - ニーア リィンカーネーション（2021年）[16]
  - ニーア オートマタ Ver1.1a（2023年）
- ドラゴンクエストシリーズ
  - ドラゴンクエストX オンライン（開発期からVer.4.2まで）
    - ドラゴンクエストX 目覚めし五つの種族 オンライン（2012年）
    - ドラゴンクエストX 眠れる勇者と導きの盟友 オンライン（2013年）
    - ドラゴンクエストX いにしえの竜の伝承 オンライン（2015年）
    - ドラゴンクエストX 5000年の旅路 遥かなる故郷へ オンライン（2017年）

  - ドラゴンクエストXI 過ぎ去りし時を求めて（2017年）
- Voice of Cardsシリーズ
  - Voice of Cards ドラゴンの島（2021年）
  - Voice of Cards できそこないの巫女（2022年）
  - Voice of Cards 囚われの魔物（2022年）
- バビロンズフォール（英語版）（2022年）[17]

## プロデュース
バーチャルアイドル
- GEMS COMPANY（2018年 - ）[18]

## メディア出演
- TOKYO M.A.A.D SPIN「ゆう坊＆マシリトのKosoKoso放送局」（2023年10月31日〈30日深夜〉、J-WAVE） - ゲスト[19] ※鳥嶋和彦と堀井雄二がホストを務める番組